# Tinlicker
Tinlicker ist ein niederländisches Produzenten-Duo der Elektronischen Tanzmusik.

## Bandgeschichte
Das Duo gründete sich 2012 um die beiden DJs Jordi van Achthoven und Micha Heyboer. Zunächst veröffentlichten sie ihre Musik im Eigenvertrieb, bis Feed Me auf das Duo aufmerksam wurde und sie für sein Label Sotto Voce gewinnen konnte. Von dort wechselten sie zu Zerothree.
2021 erreichte ihr Song Because You Move Me mit Helsloot von 2017 Chartplatzierungen in Deutschland und der Schweiz. Am Anfang des Jahres wurde bereits ein Musikvideo zu dem Lied veröffentlicht.

## Diskografie

### Alben
- 2012: It’s My First Time Here (Eigenproduktion)
- 2013: Remember the Future (Eigenproduktion)
- 2014: Like No Other (Sotto Voce Records)
- 2015: Into the Open (Sotto Voce Records)
- 2016: The Space in Between (Sotto Voce Records)
- 2019: This Is Not Our Universe (Anjunabeats)
- 2020: This Is Not Our Universe (The Remixes) (Anjunabeats)
- 2022: In Another Lifetime (Anjunadeep)
- 2024: Cold Enough for Snow ([PIAS] Électronique)

### EPs
- 2016: Triangle (Zerothree)
- 2016: Remember the Future (Remixed) (Zero Three)
- 2016: Automatic (Zero Three)
- 2017: Jalapeño (mau5trap)
- 2020: Sleepwalker (Anjunadeep)
- 2020: OIABM Remixes Part 1 (mit Nils Hoffmann & Flowers on a Monday, Poesie Musik)
- 2021: Lost Gravity (Anjunadeep)
- 2022: Perfect Mistakes (Anjunadeep)

### Singles
- 2016: Cookiebird / Needle
- 2017: Soon You’ll Be Gone (feat. Thomas Oliver)
- 2017: Because You Move Me (mit Helsloot)
- 2017: Jalapeño
- 2017: Shadowing/Motion
- 2018: Nothing Without You (feat. Thomas Oliver)
- 2018: If I Was / Wanderer (mit Cut_)
- 2018: Dream with Somebody
- 2018: Because You Move Me II (mit Helsloot)
- 2018: About You
- 2019: Lost
- 2019: Need You
- 2019: The Walk / Bird Feeder
- 2020: Vanishing (mit Run Rivers & Dosem)
- 2020: The Tide / Fisherman
- 2020: W.T.F.
- 2020: Paradise (mit Helsloot feat. Saro)
- 2020: Children (mit Robert Miles)
- 2020: Tell Me (mit Helsloot feat. Hero Baldwin)
- 2021: Run Away (mit Ben Böhmer & Felix Raphael)
- 2021: Hypnotised / I Can Feel (mit Dosem)
- 2021: Be Here and Now (mit Nathan Nicholson)
- 2021: You Take My Hand (mit Jamie Irrepressible)
- 2022: Just To Hear You Say
- 2022: Healing Forest
- 2022: Always Will (mit Nathan Nicholson)
- 2022: Fade Into Black (mit Panama)
- 2022: Choir To The Wild
- 2023: All That I Lost
- 2023: Starchaser
- 2023: Slipstream (mit Julia Church)
- 2023: This Life (mit Tom Smith)
- 2024: Nothing To Lose (mit Circa Waves)

### Remixes
- 2017: Nato Medrado: Small Room (Tinlicker Remix)
- 2018: Gabriel & Dresden feat, Jan Burton: Underwater (Tinlicker Remix)
- 2018: Gabriel & Dresden feat, Jan Burton: Underwater (Tinlicker Rework)
- 2019: Alt-J: Breezeblocks (Tinlicker Remix)
- 2019: CUT_: Out Of Touch (Tinlicker Remix)
- 2020: Robyn ft. Kleerup: With every heartbeat (Tinlicker remix)
- 2021: Sian Evans: Hide U (Tinlicker Remix)
- 2022: Dom Dolla & Mansionair: Strangers (with Mansionair) – Tinlicker Remix

## Auszeichnungen für Musikverkäufe
| Silberne Schallplatte - Vereinigtes Königreich - 2024: für die Single Because You Move Me Goldene Schallplatte - Dänemark - 2025: für die Single Because You Move Me - Italien - 2022: für die Single Because You Move Me - Kanada - 2022: für die Single Because You Move Me - Niederlande - 2023: für die Single Because You Move Me - Spanien - 2024: für die Single Because You Move Me | Platin-Schallplatte - Griechenland - 2023: für die Single Because You Move Me Diamantene Schallplatte - Frankreich - 2023: für die Single Because You Move Me |

Anmerkung: Auszeichnungen in Ländern aus den Charttabellen bzw. Chartboxen sind in ebendiesen zu finden.
| Land/RegionAuszeichnungen für Musikverkäufe (Land/Region, Auszeichnungen, Verkäufe, Quellen) | Silber  | Gold     | Platin     | Diamant  | Verkäufe | Quellen             |
| -------------------------------------------------------------------------------------------- | ------- | -------- | ---------- | -------- | -------- | ------------------- |
| Dänemark (IFPI)                                                                              | —       | Gold1    | —          | —        | 45.000   | ifpi.dk             |
| Deutschland (BVMI)                                                                           | —       | —        | Platin1    | —        | 400.000  | musikindustrie.de   |
| Frankreich (SNEP)                                                                            | —       | —        | —          | Diamant1 | 333.333  | snepmusique.com     |
| Griechenland (IFPI)                                                                          | —       | —        | Platin1    | —        | 20.000   | Einzelnachweise     |
| Italien (FIMI)                                                                               | —       | Gold1    | —          | —        | 50.000   | fimi.it             |
| Kanada (MC)                                                                                  | —       | Gold1    | —          | —        | 40.000   | musiccanada.com     |
| Niederlande (NVPI)                                                                           | —       | Gold1    | —          | —        | 40.000   | nvpi.nl             |
| Spanien (Promusicae)                                                                         | —       | Gold1    | —          | —        | 30.000   | elportaldemusica.es |
| Vereinigtes Königreich (BPI)                                                                 | Silber1 | —        | —          | —        | 200.000  | bpi.co.uk           |
| Insgesamt                                                                                    | Silber1 | 5× Gold5 | 2× Platin2 | Diamant1 |          |                     |